# Suga Mariko
Suga Mariko (Nhật: 菅 真理子 (Gian Chân Lý Tử)) là nguyên Phu nhân Thủ tướng Nhật Bản và là vợ của Thủ tướng Nhật Bản, Suga Yoshihide.